# Pristimantis cosnipatae
Espèce
Synonymes
- Eleutherodactylus cosnipatae Duellman, 1978

Statut de conservation UICN

 CR  : 
En danger critique
Pristimantis cosnipatae est une espèce d'amphibiens de la famille des Craugastoridae.

## Distribution
Cette espèce est endémique de la province de Paucartambo dans la région de Cuzco au Pérou. Elle se rencontre dans la vallée du río Kosñipata entre 1 580 et 1 700 m d'altitude dans la cordillère Orientale.

## Description
Les mâles mesurent de 21,8 à 29,5 mm.

## Étymologie
Son nom d'espèce lui a été donné en référence au lieu de sa découverte, la vallée du río Kosñipata.

## Publication originale
- Duellman, 1978 : New species of leptodactylid frogs of the genus Eleutherodactylus from the Cosnipata Valley, Peru. Proceedings of the Biological Society of Washington, vol. 91, no 2, p. 418-430 (texte intégral).